# Lamprocryptus menticula
Lamprocryptus menticula är en stekelart som först beskrevs av Cameron 1886.  Lamprocryptus menticula ingår i släktet Lamprocryptus och familjen brokparasitsteklar. Inga underarter finns listade i Catalogue of Life.